# Nothing But a Man
Nothing But a Man is een Amerikaanse film uit 1964 geregisseerd door Michael Roemer. Het gaat over de onderdrukking van Afro-Amerikaanse mannen en was Malcolm X zijn favoriete film. De soundtrack was gemaakt door Motown Records en bevatte artiesten als Stevie Wonder, The Miracles en Martha & the Vandellas. De film werd in 1993 opgenomen in het National Film Registry.

## Rolverdeling
| Acteur             | Personage     |
| ------------------ | ------------- |
| Ivan Dixon         | Duff Anderson |
| Abbey Lincoln      | Josie Dawson  |
| Yaphet Kotto       | Jocko         |
| Leonard Parker     | Frankie       |
| Stanley Green      | Dawson        |
| Eugene Wood        | Johnson       |
| Helen Lounck       | Effie Simms   |
| Julius Harris      | Will Anderson |
| Gloria Foster      | Lee           |
| Gertrude Jeannette | Mrs. Dawson   |
| Tom Ligon          |               |
| William Jordan     |               |